# Letlands Landbrugsuniversitet
Letlands Landbrugsuniversitet (lettisk: Latvijas Lauksaimniecības universitāte) er et universitet i Jelgava i Letland, som er specialiseret i landbrugsvidenskab, skovbrug og relaterede områder.
Universitetet opstod som landbrugsafdelingen ved Rigas Polytekniske institut i 1863, som i 1919 blev til landbrugsfakultetet under Letlands Universitet. Det blev en uafhængig institution i 1939,da det oprettedes som landbrugsakademiet i Jelgava Palads, som var blevet renoveret til samme formål. Letlands Landbrugsuniversitet har haft sit nuværende navn siden 1990.